# Mometasona
El furoato de mometasona (o mometasona furoato) es un fármaco glucocorticoide (del tipo de la cortisona) y actúa como antiinflamatorio y antiprurítico en afecciones de la piel o de las vías respiratorias según su distribución. 
La vía de administración para rinitis alérgica es por pulverización nasal.

## Mecanismo de acción
La mometasona, al igual que otros corticoides posee propiedades antiinflamatorias, antipruriginosas y vasoconstrictoras. En las alergias, los corticosteroides reducen las respuestas alérgicas de varios tipos de células (mastocitos y eosinófilos) implicadas en las respuestas alérgicas. A nivel molecular, los corticosteroides circulantes en la sangre cruzan fácilmente las membranas celulares y se unen, con gran afinidad, a receptores citoplasmáticos específicos. El resultado final es la transcripción y la síntesis de proteínas.
La mometasona inhibe la acción de la enzima citocromo P450 2C8 que participa en la actividad de la monooxigenasa.
La inflamación se reduce al disminuir la liberación de hidrolasas ácidas de los leucocitos, la prevención de la acumulación de macrófagos en los sitios de inflamación, la interferencia con la adhesión de leucocitos a la pared capilar, la reducción de la permeabilidad de la membrana capilar y consiguiente edema, la reducción de los componentes del complemento, la inhibición de la liberación de histamina y cininas, y la interferencia con la formación de tejido cicatricial. La proliferación de fibroblastos y los depósitos de colágeno también se reducen. Se cree que las acciones antiinflamatorias de los corticoides se deben a proteínas inhibidoras de la fosfolipasa A2, llamadas colectivamente lipocortinas. Las lipocortinas, a su vez, controlan la biosíntesis de potentes mediadores de la inflamación como las prostaglandinas y los leucotrienos, inhibiendo la liberación de la molécula precursora de ácido araquidónico. La mometasona intranasal alivia los síntomas como la rinorrea acuosa, la congestión nasal, el goteo nasal, los estornudos, y la picazón de la faringe. La administración tópica sobre la piel reduce la inflamación asociada con dermatosis agudas o crónicas.

## Metabolismo
Hay un extenso metabolismo hepático a metabolitos múltiples. No existen metabolitos principales detectable en el plasma. Tras la incubación in vitro, uno de los metabolitos menores formados es el furoato 6ß-hidroxi-mometasona. En los microsomas hepáticos humanos, la formación del metabolito es regulada por el citocromo P450 3A4.

## Uso
La mometasona está indicada para el alivio de manifestaciones inflamatorias y pruríticas (con escozor o picor) de dermatosis que responden al tratamiento con glucocorticoides tales como psoriasis y dermatitis atópica (afección dérmica crónica, caracterizada por la aparición de erupciones escamosas, acompañadas de picazón).
La mometasona nasal se emplea en adultos (incluidos los ancianos) y niños de edad igual o superior a 2 años para disminuir los síntomas que se pueden presentar con la fiebre del heno (rinitis alérgica estacional) u otras alergias que tienen lugar a lo largo del año (rinitis perenne), incluida la obstrucción nasal (congestión), descarga nasal, prurito y estornudos. Para ayudar a prevenir estos síntomas, se puede usar el fármaco de dos a cuatro semanas antes del comienzo previsto de la estación del polen. La mometasona también está indicada para el tratamiento de los pólipos nasales (pequeñas formaciones en la mucosa de la nariz) y síntomas asociados que incluyen congestión e hiposmia en pacientes adultos mayores de 18 años. El síntoma principal es la sensación de obstrucción nasal. También se puede producir goteo nasal, sensación de cosquilleo en la garganta y pérdida de gusto y de olfato.

### Uso en asma
Gracias a sus propiedades antiinflamatorias, el furoato de mometasona puede emplearse junto con el formoterol para tratar el asma.

## Advertencias
Si se encuentra en cualquiera de las siguientes situaciones antes del tratamiento o las desarrolla durante el mismo, su médico puede precisar reducir la dosis de este medicamento, o usted puede necesitar un tratamiento adicional para controlar su condición. Una vez informado, su médico decidirá si necesita cualquier cambio en su tratamiento. En algunos casos, puede ser necesario interrumpir el tratamiento.
Antes de comenzar a utilizar la mometasona deberá evaluarse si el paciente padece alguna de las siguientes condiciones:
- Úlceras en la nariz
- Tuberculosis (historia de tuberculosis o tuberculosis activa).
- Infección (fúngica, bacteriana o vírica).
- Infección ocular por Virus del herpes simple.

## Uso en atletas
Este medicamento es una suspensión para pulverización nasal, no es un fármaco prohibido en el deporte. Aunque no se puede medir en sangre, el corticosteroide puede detectarse en orina mediante análisis; por lo tanto, algunas agencias deportivas pueden requerir una autorización escrita antes de su utilización.